# William Huggins

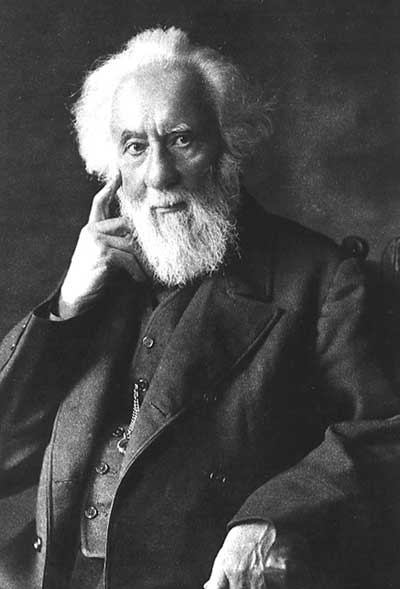
William Huggins, 1910

William Huggins (ur. 7 lutego 1824 w Londynie, zm. 12 maja 1910 tamże) – brytyjski astronom i fizyk, pionier spektroskopii. Laureat Medalu Copleya.

## Życie i twórczość
Od 1862 badał w swym obserwatorium ciała niebieskie przy pomocy analizy spektralnej, przy czym pierwszy zastosował do nich metodę Dopplera (1868).
Jako pierwszy rozróżnił mgławice od galaktyk (wówczas zwanych mgławicami spiralnymi). Dokonał tego porównując ich widma – zauważył, że widma galaktyk przypominają bardziej widma gwiazd.

## Publikacje
Huggins opublikował:
- „Spectrum analysis etc.” (1866),
- „Further Observations on the Spectra of some of the Stars and Nebulae” (1868),
- „Atlas of Representative Stellar Spectra” (1900).

## Zaszczyty
Za swoje prace i osiągnięcia wielokrotnie nagradzany licznymi medalami:
- Złoty Medal Królewskiego Towarzystwa Astronomicznego (1885),
- Copley Medal (1898),
- Medal Henry’ego Drapera (1901),
- Bruce Medal (1904).

Członek Royal Society od 1865, w latach 1900–1905 prezes tego stowarzyszenia.

## Upamiętnienie
Na jego cześć nazwano planetoidę (2635) Huggins oraz krater Huggins na Księżycu.